# ラフォルグの定理
数学のラフォルグの定理（ラフォルグの定理、英: Lafforgue's theorem）とは、代数関数体の一般線型群上の保型形式とガロア群の表現とを対応付けるローラン・ラフォルグによって証明された定理であり、この場合におけるラングランズ・プログラムを確立するものである。
ラングランズ予想は、ラングランズによって提唱された代数関数体のヴェイユ群の表現とその関数体上の代数群の表現の間の対応を予想するもので、関数体の類体論をアーベルなガロア群から非アーベルなガロア群へ一般化するものである。

## GL1についてのラングランズ予想
GL1(K) についてのラングランズ予想は類体論から従う（本質的に同値である）。もう少し詳しく言うと、アルティン写像がイデール類群からヴェイユ群のアーベル化への写像を与える。

## GLn(F) の保型表現
ラングランズ対応に現れる GLn(F) の表現は保型表現である。

## GLn(F) についてのラフォルグの定理
F を正標数 p の大域体、ℓ を p と異なる素数とする。
ラフォルグの定理は、次の2つの間に F の全ての素点において L 関数を保つような全単射 σ が存在するという定理である。
- GLn(F) の尖点表現の同値類 π 全体

- F の絶対ガロア群の n 次元既約 ℓ 進表現の同値類 σ(π) 全体

ラフォルグの定理の証明は、尖点表現 π に対して絶対ガロア群の表現 σ(π) を作ることにある。これを実行するためのアイデアは、階数 n のシトゥーカのモジュライ・スタックの ℓ 進コホモロジーであって、全ての N についてレベル N 構造と両立するものの中を探す、というものである。このコホモロジーは次の形の部分商を含んでいる。
π⊗σ(π)⊗σ(π)∨
これを使って π から σ(π) を作ることができる。主要な課題は、このモジュライ・スタックは有限型ではないため、そのコホモロジーを調べるためには膨大な量の技術的な困難が伴うことだ。

## 応用
ラフォルグの定理からラマヌジャン・ピーターソン予想が導かれる。つまり、GLn(F) の保型形式で有限位数の中心指標を持つもののヘッケ固有値は、任意の不分岐素点において絶対値1である。
ラフォルグの定理からドリーニュの予想が導かれる。つまり、絶対ガロア群の有限次元既約 l 進表現で行列式指標が有限位数であるものは、重さ 0 で純である。